# Divizna černá

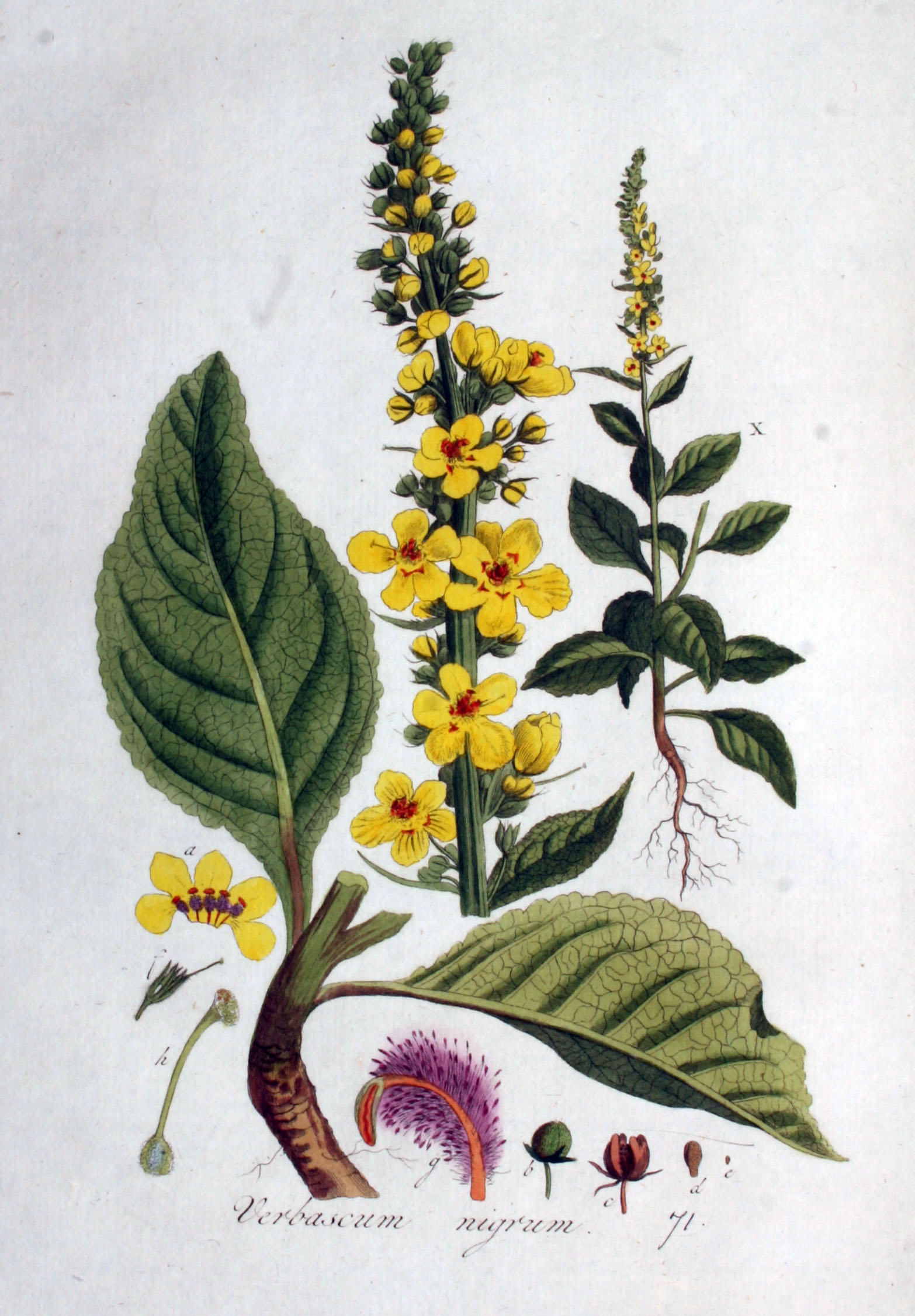
Zobrazení divizny černé

Divizna černá (Verbascum nigrum) je rostlina vytrvalá, až 120 cm vysoká, která se od ostatních, v české přírodě žlutě kvetoucích divizen, odlišuje uspořádáním květů do svazečků. Tato planě rostoucí rostlina je v České republice poměrně hojná v nížinách i pahorkatinách do nadmořské výšky okolo 900 m. Zcela ale chybí v teplých jihomoravských oblastech, v Pavlovských vrších a Jihomoravské pahorkatině.

## Výskyt
Je euroasijskou bylinou, která se, mimo nejjižnějších částí Pyrenejského a Apeninského poloostrova a nejsevernější části Skandinávského poloostrova, vyskytuje snad ve všech státech Evropy. Východním směrem její areál dále vede přes severní oblast evropského Ruska do Asie, kde pokračuje až po jezero Bajkal ve východní Sibiři.

## Ekologie
Divizna černá dává přednost místům dobře osvětleným, s půdou dostatečně výživnou, hlinitou nebo štěrkovitou, která je často vlhká a zcela vysychá jen občas; rostlině nevadí ani nedlouhé zaplavení vodou. Daří se jí na loukách, mezích, lesních pasekách, na březích potoků a vodních nádrží, v příkopech podél cest, na zamokřených železničních náspech nebo na rumištích a navážkách zeminy.

## Popis
Štíhlá, vytrvalá bylina s pevnou, přímou lodyhou dorůstající, v závislosti na kvalitě půdy, až do výše 120 cm. Hranatá, chlupatá lodyha je většinou nevětvená, někdy bývá nafialovělá a vyrůstá z hrubého, vytrvalého kořene. Listy v přízemní růžici mají dlouhé řapíky a na rubu jsou světlejší a řídce chlupaté. Jejich čepele bývají dlouhé 15 až 35 cm a široké 5 až 25 cm, jsou vejčité až podlouhlé, na bázi srdčité, na vrcholu tupé až zahrocené a po obvodě nepravidelně zubaté. Lodyžní listy jsou přízemním podobné, pouze spodní mají krátké řapíky, horní jsou přisedlé a směrem vzhůru se zmenšují a přecházejí v čárkovité listeny 5 až 10 mm dlouhé.

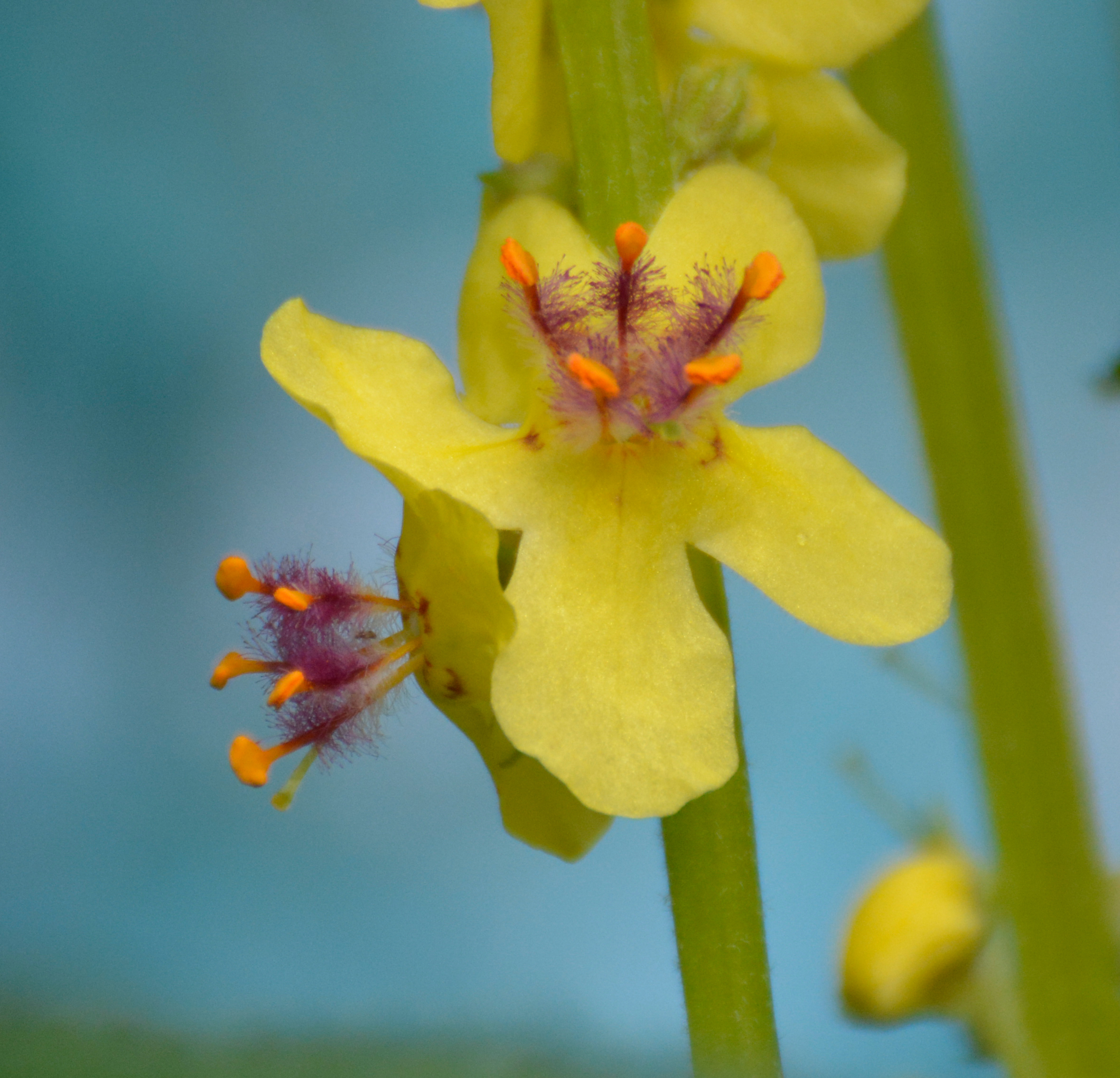
Květ

Květenství je hustý lichoklas složený ze svazečků tvořených třemi až osmi, 2 až 3 cm velkými, žlutými květy s tmavým středem. Květenství je ve spodní části přetrhované a v horní naopak nahuštěné, u jeho spodu někdy vyrůstají krátké větvičky. Terminální květ ve svazečku má stopku dvakrát tak delší než je kalich, který je hluboce dělený do pěti kopinatých cípů. Kolovitá koruna s pěti světle žlutými lístky měří v průměru asi 25 mm a má trubku zvenku chlupatou a uvnitř tečkovanou s červenohnědou nebo tmavofialovou skvrnou v ústí. Tyčinek s ledvinovitými oranžovými prašníky je pět, dvě spodní mají nitky delší a všechny nitky jsou porostlé fialovými chlupy. Čnělka je holá a nese světlou paličkovitou bliznu. Květy postupně kvetou od června do září, opylovány jsou létajícím hmyzem. Ploidie druhu je 2n = 30. Plod je vejčitá, asi 5 mm dlouhá, hnědá tobolka obsahující podélně rýhovaná semena.

## Rozmnožování
Rostlina se na nová stanoviště rozšiřuje semeny, která jsou nejčastěji šířena větrem nebo po deštích vodou. Prvním rokem vyroste listová růžice a teprve v následujícím lodyha s květy, která po odkvětu na podzim usychá. Divizna černá je hemikryptofyt a na jaře z přezimujícího pupenu vyraší nová listová růžice a následně květní lodyha, u dobře "živené" rostliny jich bývá i několik.

## Význam
Divizna černá obsahuje ve svých květech, tak jako ostatní divizny, léčivé látky usnadňující odkašlávání. Jsou to hlavně slizovité látky, karotenoidy, saponiny, třísloviny, éterické oleje a další. Nálev z květů pomáhá při zánětech průdušek a průduškovém astmatu, má i protizánětlivé účinky, uvolňuje křeče a působí močopudně, nejúčinnější je z květů trhaných bez kalichů. Obklady z drcených květů a listů působí na uklidnění bércových vředů. V semenech je obsažen flavonid rotenon, podezřelý, že je spouštěčem Parkinsonovy nemoci.

## Galerie

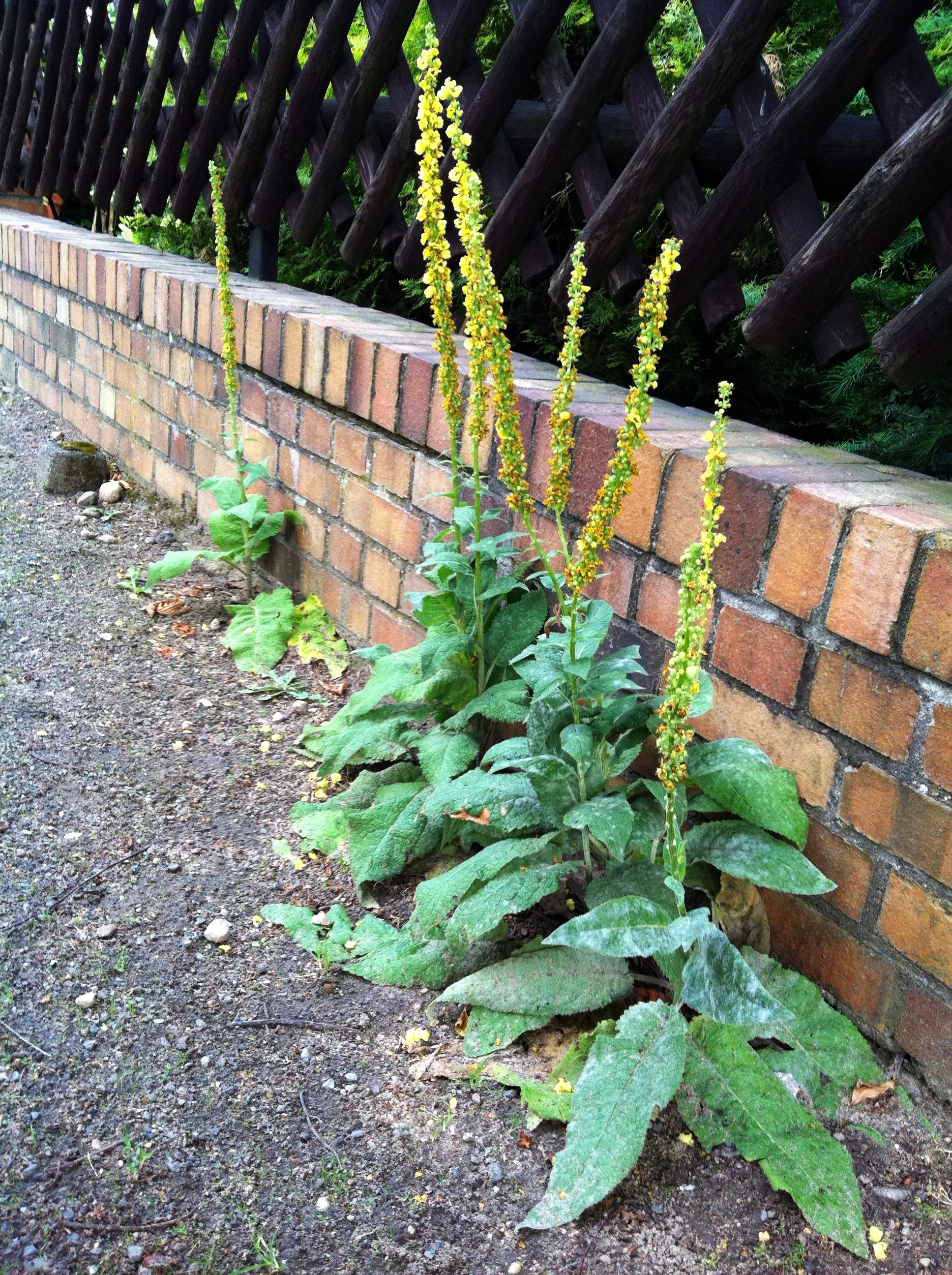
Rostliny v typickém prostředí
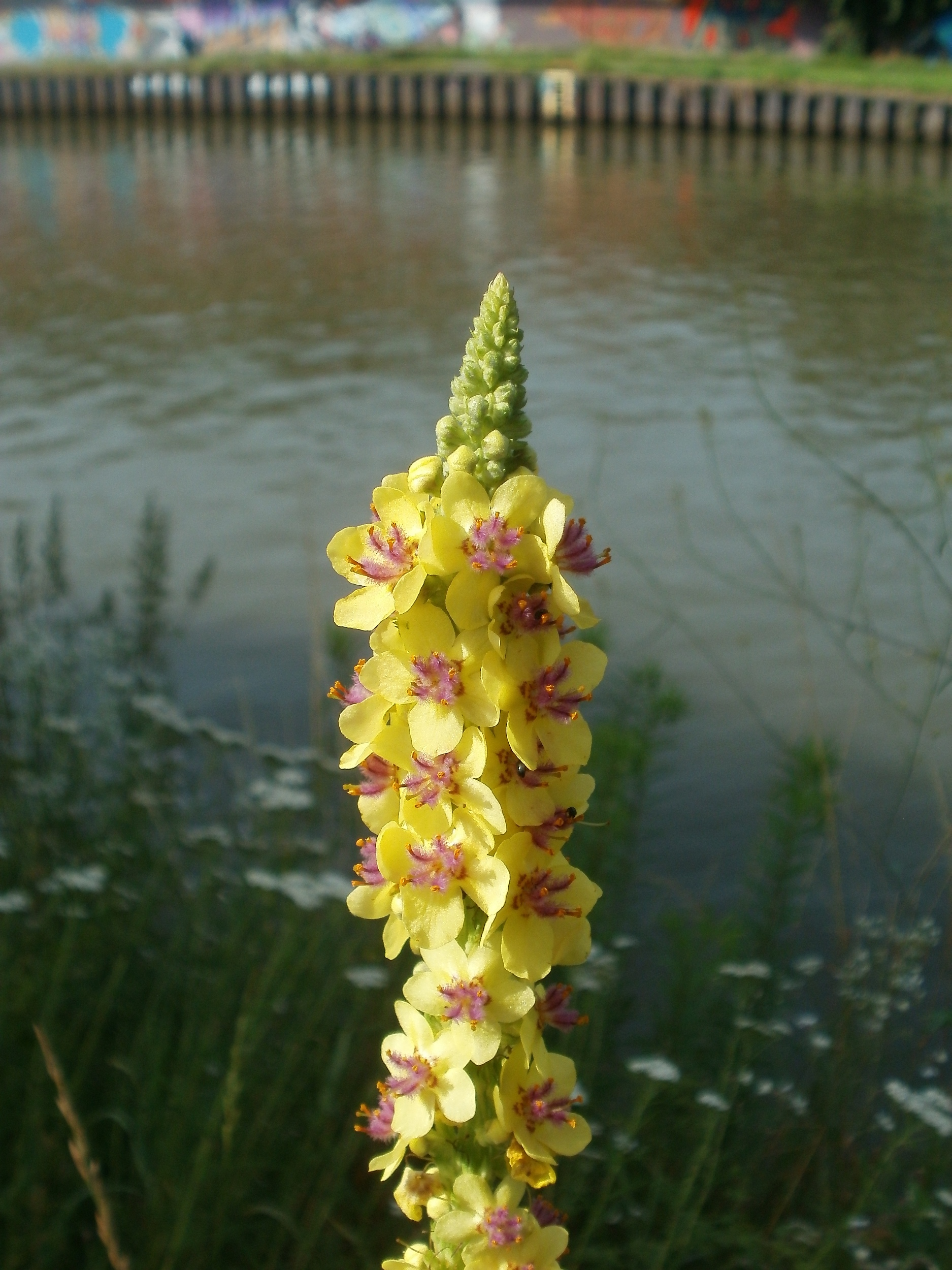
Husté květenství
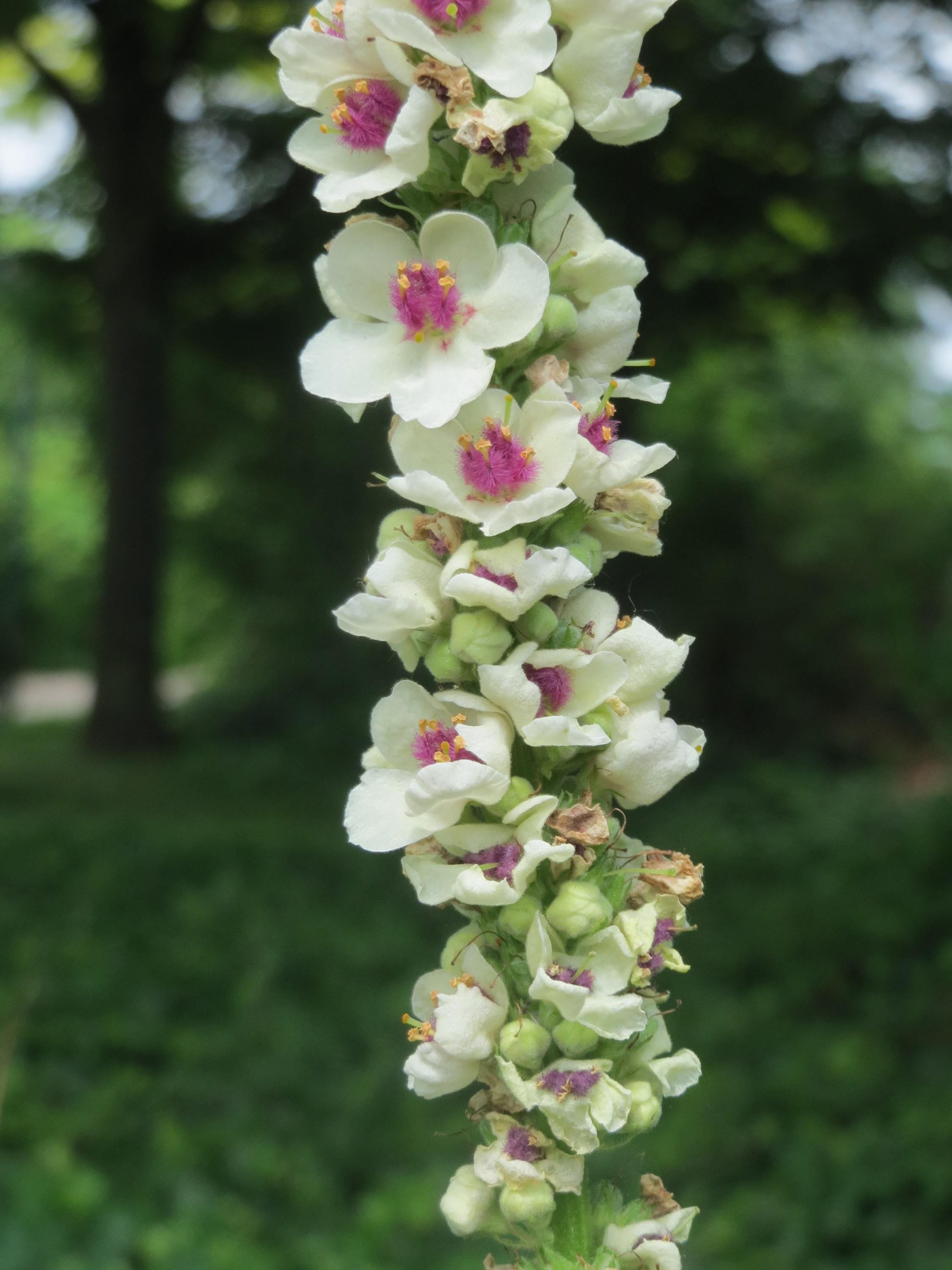
Ojedinělá rostlina s bílými květy
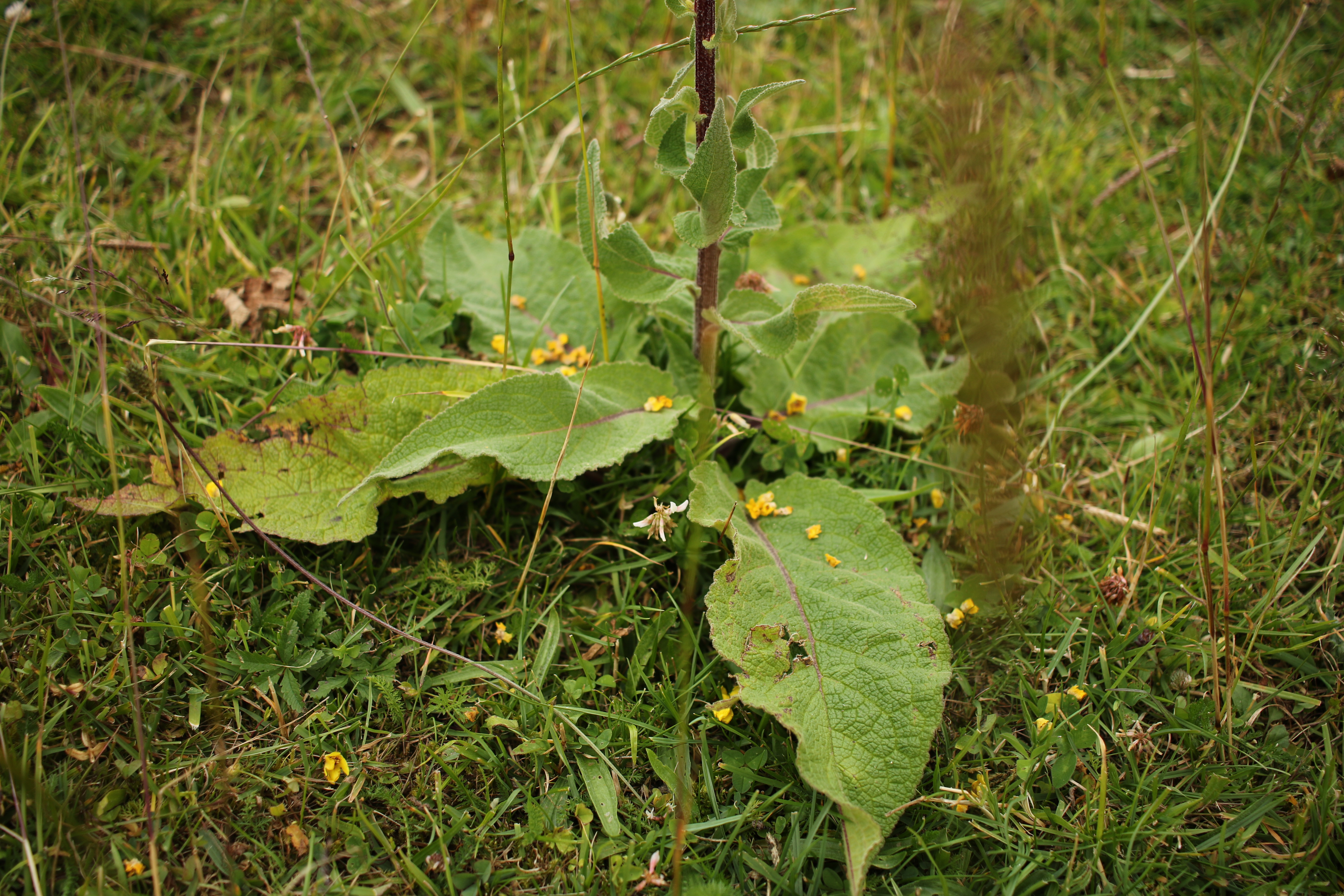
Listová růžice